# Шахарит

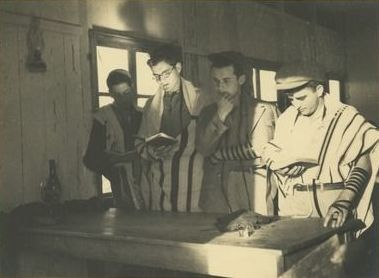
Шахарит, 1930-е годы

Шахарит (шахрит, от ивр. שחרית‎) — утреннее богослужение в иудаизме.

## Происхождение
Слово шахар (שחר‎) означает «рассвет». В Мишне названо шахар. В Талмуде — шахар и шахарит. Согласно Талмуду обычай молиться на рассвете восходит к Аврааму. Шахарит соответствует утреннему жертвоприношению в Храме.

## Состав
Шахарит — самое длинное и торжественное из еврейских ежедневных богослужений, в ней, помимо главных частей, — Шма и Амиды, содержится множество добавленных в разное время дополнений. В будни чтение молитвы занимает около часа, а по субботам, новолуниям и праздникам, когда к ней присоединяют дополнительное богослужение, может составлять несколько часов. Во время молитвы принято надевать тфилин (кроме суббот и праздников) и талит.

### Общий порядок
- Утренние благословения — благодарность Всевышнему за то, что Он даёт человеку всё необходимое для жизни. Включены в состав утреннего богослужения только в ашкеназской традиции, по другим обычаям их читают дома
- Вступительная часть составлена позже остальных разделов молитвы в период Талмуда в Средневековье. Основные фрагменты — написанный в XI веке гимн «Адон олам», отрывок из Торы (Быт. 22:1—19), посвящённый жертвоприношению Исаака
- Порядок храмовой службы (корбанот) состоит в основном из отрывков из Торы и Талмуда, описывающих службу в Храме
- Псукей де-зимра — хвалебные гимны, предназначенные для того, чтобы создать соответствующее настроение перед основной частью молитвы. Состоят в основном из псалмов, среди которых особое место занимает молитва «Ашрей» и следующее за ней пение псалмов 145—150
- Центральная часть богослужения — Шма с благословениями и Амида
- Таханун не читают по праздничным и другим особым дням
- Чтение свитка Торы. Тору читают только в присутствии миньяна и только по особым дням — в субботу, новолуние, праздник, а также по понедельникам, четвергам, в Хануку и Пурим
- Заключительная часть — молитвы «Ашрей» и «У-ва ле-Цийон», представляющие собой древнее завершение утреннего богослужения, затем молитвы «Алейну», «Кадиш»

## Время
Чтение Шма — от рассвета до восхода солнца. Время пения молитвы «Амида» в шахарит — от восхода солнца до полудня.